# Bodrum
Bodrum är en stad i Turkiet i provinsen Muğla, vid platsen för den antika staden Halikarnassos. Staden hade 192 964 invånare i slutet av 2022. Milas–Bodrums flygplats ligger 30 km utanför Bodrum. Güllük är närmaste samhälle till flygplatsen.